# Microcharis remotiflora
Microcharis remotiflora là một loài thực vật có hoa trong họ Đậu. Loài này được (Baker f.) Schrire mô tả khoa học đầu tiên.